# Cangamba
Cangamba é uma cidade e município da província do Moxico, em Angola.
O município tem 43 344 km² e cerca de 24 mil habitantes. É limitado a norte pelo município de Lutuai, a leste pelos municípios de Lutembo, Lumbala Guimbo e Ninda, a sul pelos municípios de Dima e Cuito Cuanavale, e a oeste pelo município de Alto Cuito.
O município é constituído pela comuna-sede, equivalente à cidade de Cangamba, e ainda pelas comunas de Cangombe, Cassamba e Muié. Anteriormente seu território continha a comuna de Alto Cuito (Tempué).
Conservou o nome de Luchazes até 2024.